# Hey! Say! JUMP LIVE TOUR 2016 DEAR.
『Hey! Say! JUMP LIVE TOUR 2016 DEAR.』(ヘイセイジャンプ ライブツアー 2016 ディア)は、Hey! Say! JUMPの10作目のライブ・ビデオ。2017年4月26日にジェイ・ストームから発売。

## 概要
- 自身5枚目のアルバム『DEAR.』を引っさげて、リリースの翌日2016年7月28日から11月3日まで全国7会場で29公演開催したアリーナツアーである[1]。10月の横浜アリーナ公演の模様を収録。

- さらに2016年12月31日・翌2017年1月1日には、自身初の年末年始単独東京ドーム公演を行った。1月1日の公演は、同会場で史上初めての1日2回公演である。[2] [3]

- 同名タイトルのライブDVDに、横浜アリーナ公演が収録された。また「Hey! Say! JUMP LIVE 2016-2017 DEAR.」と題して行われた年末年始の東京ドーム公演を収録。

## 収録曲

### Disc 1
1. Masquerade
2. RUN de Boo!
3. キミアトラクション
4. Viva! 9's SOUL
5. ウィークエンダー
6. Speed It Up - Hey! Say! BEST
7. パーリーモンスター  - Hey! Say! 7
8. 今夜貴方を口説きます - 伊野尾慧・八乙女光
9. order
10. 愛のシュビドゥバ
11. We are 男の子!
12. 我 I Need You
13. 真剣SUNSHINE
14. Fantastic Time
15. My Girl - 山田涼介・有岡大貴
16. 僕とけいと - 知念侑李・岡本圭人
17. ChikuTaku
18. Eve
19. Mr. Flawless - 中島裕翔・髙木雄也・薮宏太
20. SUPERMAN
21. Tasty U
22. Ride With Me -2016-
23. キラキラ光れ
24. Come On A My House
25. 明日へのYELL
26. Dear.
27. Magic Power
28. 愛すればもっとハッピーライフ

### Disc 2
※初回限定盤のみ
1. ソロアングル映像
  1. Masquerade
  2. RUN de Boo!
  3. order
  4. Tasty U